# Where Sleeping Dogs Lie
Where Sleeping Dogs Lie is een Amerikaanse thriller uit 1991, geregisseerd door Charles Finch.

## Verhaal
Het verhaal richt zich op het avontuur van een schrijver die een brutale moord onderzoekt. Om wat aanwijzingen te krijgen, verhuist hij naar het huis waar de misdaad is gepleegd en ontmoet hij een vreemdeling die aanbiedt belangrijke informatie te onthullen om het mysterie op te lossen.

## Rolverdeling
| Acteur          | Personage     |
| --------------- | ------------- |
| Dylan McDermott | Bruce Simmons |
| Sharon Stone    | Serena Black  |
| Tom Sizemore    | Eddie Hale    |
| Brett Cullen    | John Whitney  |